# كومبا سيسي
كومبا سيسي (بالفرنسية: Koumba Cissé)‏ مواليد 4 يونيو 1991 في فرنسا، هي لاعبة كرة يد فرنسية تلعب كظهير أيمن. مثلت منتخب فرنسا لكرة اليد للسيدات.

## سجل المنافسة
شاركت في البطولات التالية:
- بطولة العالم لكرة اليد للسيدات 2013
- بطولة أوروبا لكرة اليد للسيدات 2014

## روابط خارجية
- كومبا سيسي على موقع الاتحاد الأوروبي لكرة اليد (الإنجليزية)